# Renault F1 Team Roadshow
Les Renault F1 Team Roadshows sont des tournées de promotion et de démonstration organisées dans les grandes métropoles de la planète par Renault F1 Team. Créées en 2003, ces spectacles urbains mettent en scène des monoplaces de Formule 1 Renault. 

## Historique

### 2003
- Madrid[1] ;
- Moscou, le 18 octobre, place de l'université d'État de Moscou, Vorobiovy gory : démonstration de Jarno Trulli et Fernando Alonso sur Renault R23.

### 2004
- Lyon : démonstration organisée le 5 septembre[2].

### 2005
- Rome : démonstration de Giancarlo Fisichella sur Renault R25 au Circus Maximus le 10 avril[3] ;
- Istanbul : démonstration de Fernando Alonso sur Renault R25 à l'hippodrome de Sultanahmet le 15 mai[3] ;
- Moscou : à l'embarcadère Moskvoretskaya le 28 août, démonstration de Giancarlo Fisichella et Fernando Alonso sur Renault R24[4].

### 2006
- Séville :  démonstration avec Fernando Alonso sur Renault R28 organisée le 21 mai entre l'avenue María Luisa et le paseo de las Delicias[5].

### 2007
- Varsovie : démonstration organisée le 3 juin entre la bibliothèque de Varsovie et le pont Swietokrzyski [6];
- Johannesburg, démonstration organisée le 29 juillet à Sandton[7] ;
- Mexico, démonstration organisée les 13 et 14 octobre au Paseo de la Reforma[8].

### 2008
- Guyancourt : démonstration organisée le 15 juin au Technocentre Renault[9] ;
- Johannesburg, démonstration organisée le 28 juillet à Sandton[10] ;
- Kiev : démonstration organisée le 21 septembre avec Sakon Yamamoto et Romain Grosjean sur Renault R27[11] ;
- Lisbonne : démonstration de Lucas di Grassi sur Renault R27, organisée les 25 et 26 octobre[12] ;
- New Delhi : démonstration de Lucas di Grassi et Nelson Angelo Piquet sur Renault R27, organisée les 8 et 9 novembre[13] ;
- São Paulo : démonstration de Nelson Angelo Piquet sur Renault R27, organisée les 29 et 30 novembre[14].

### 2009
- Paris : démonstration organisée le 27 janvier sur l'Avenue des Champs-Élysées ;
- Dubaï : démonstration organisée du 9 au 12 avril au pied du Burj Dubai avec Nelson Piquet, Romain Grosjean et Adam Khan sur Renault R28[15],[16].
- Oviedo : démonstration organisée le 9 octobre au pied du Burj Dubai avec Fernando Alonso sur Renault R28[17],[18].

### 2019
- Le Castellet